# Alina Devecerski
Alina Natalie Devecerski, född 27 mars 1983 i dåvarande Jugoslavien, nuvarande Serbien, är en svensk sångerska, låtskrivare, dansare och koreograf. Devecerski slog igenom våren 2012 med låten "Flytta på dej" som blev singeletta i Sverige, Norge och Danmark. Den 19 november samma år följde debutalbumet Maraton. Albumet nådde plats 36 i Sverige och fick beröm i den svenska musikpressen. Den 15 augusti 2014 släpptes "Armé" som den första singeln från minialbumet Gnista + Gas.
Devecerski skriver sin musik tillsammans med producenten Christoffer Wikberg. Hon arbetar även på Kulturcentrum i Hallonbergen.

## Biografi

### Bakgrund
Alina Devecerski föddes i dåvarande Jugoslavien (nuvarande Serbien) men växte upp i Sundbyberg i Stockholms län. Hennes mor är halvfinsk. Hennes far är från Serbien. Som 19-åring var hon med i ett tjejband. Hon har tidigare körat bakom och skrivit låtar åt andra artister. Under uppväxten kom största delen av inspirationen från artister som Brandy, Monica, Aaliyah, Janet Jackson och Michael Jackson. Till hennes senare musikaliska favoriter hör Nirvana, Familjen, Kent och M.I.A..

### Genombrottet med "Flytta på dej"
Våren 2012 slog Devecerski igenom som soloartist med electropopsingeln "Flytta på dej" som släpptes digitalt den 20 april. Låten toppade den svenska singellistan i två veckor och blev en topp 3-hit på Digilistan och Spotify. Enligt Devecerski handlar låten om "att försöka bli kvitt min inre negativa röst som försöker dra ner mig och hålla mej tillbaks med olika medel". Kort därefter blev Devercerski bokad till flera av de stora musikfestivalerna i Sverige, däribland Hultsfredsfestivalen den 15 juni, Peace & Love den 28 juni, Emmabodafestivalen den 27 juli och Storsjöyran den 28 juli. Den 6 juli samma år släpptes uppföljarsingeln "Ikväll skiter jag i allt", med blygsamma listframgångar, plats 48 som bäst på Digilistan den 5 augusti. En nordisk turné på 12 shower inleddes på KB3 i Köpenhamn den 18 oktober.
Under tiden hade Aftonbladet den 13 november premiärvisning av musikvideon till "Jag svär", en låt som ursprungligen var b-sida till "Flytta på dej". Den regisserades av Marcus Storm. Debutalbumet Maraton släpptes den 19 november 2012. Titeln syftar på den långa vägen som ledde Devecerski fram till debutalbumet. Utöver Devecerskis befintliga samarbete med Christoffer Wikberg har hon även skrivit två av låtarna ihop med Joakim Berg från Kent. Albumet debuterade på plats 47 i Sverige och möttes av positiv kritik från den svenska musikpressen med komplimanger över Devercerskis raka kaxighet.
Som tredje singel från albumet valdes "De e dark nu". Låten släpptes den 14 januari 2013 och gick direkt in på P3:s A-lista och Fredrik Virtanen utsåg den till veckans låt i Aftonbladet. Därefter fortsatte Devecerski att uppträda på ett 20-tal shower runtom Norden fram till mitten av sommaren 2013.

### Fler singelsläpp och gästframträdanden
Devecerski gjorde under sommaren 2014 två spelningar på musikfestivalen Kentfest, som dels hölls vid Ullevi i Göteborg den 1 juni och dels på Gärdet i Stockholm den 15 juni. Den 15 augusti släpptes singeln "Armé" från minialbumet Gnista + Gas, som släpptes den 29 september genom Warner Music Group. Låten har beskrivits som punkigare jämfört med hennes tidigare electropopstil. Varken "Armé" eller Gnista + Gas var emellertid några kommersiella framgångar. Hon gästade låten "Blind" från den danska artisten JonasForFandens EP Dumhed før Stormen, som släpptes den 4 maj 2015. Den 19 juni samma år släppte Cleo sin singel "240" med Devecerski som gästartist.
Efter flera års uppehåll släppte Devecerski singeln "Ingen jävel" den 11 juli 2019 på eget bolag och utan management. Samma månad blev hon även medlem i Stims stipendiekommitté.

## Aktivism
I november 2012 blev Devecerski vald till ambassadör för kampanjen "Sisters for Education", som drivs av Always Sverige och Unesco med syftet att ge grundläggande utbildning till flickor i Senegal.

## Diskografi

### Album
| År   | Albumdetaljer                                                                                           | SWE |
| ---- | --- | --- |
| 2012 | Maraton - Släppt: 19 november 2012 - Skivbolag: EMI Sweden - Format: CD, LP, digital nedladdning        | 36  |
| 2014 | Gnista + Gas - Släppt: 29 september 2014 - Skivbolag: Warner Music Sweden - Format: Digital nedladdning | -   |

### Singlar

#### Som huvudartist
| År   | Titel                        | Högsta listplacering | Högsta listplacering | Högsta listplacering | Certifikat      | Album        |
| År   | Titel                        | SWE                  | DEN                  | NOR                  | Certifikat      | Album        |
| ---- | ---------------------------- | -------------------- | -------------------- | -------------------- | --------------- | ------------ |
| 2012 | "Flytta på dej" / "Jag svär" | 1                    | 1                    | 1                    | SWE: Platina x3 | Maraton      |
| 2012 | "Ikväll skiter jag i allt"   | -                    | -                    | -                    |                 | Maraton      |
| 2013 | "De e dark nu"               | -                    | -                    | -                    |                 | Maraton      |
| 2014 | "Armé"                       | -                    | -                    | -                    |                 | Gnista + Gas |
| 2019 | "Ingen jävel"                | -                    | -                    | -                    |                 | -            |

#### Som gästartist
| År   | Titel                               |
| ---- | ----------------------------------- |
| 2015 | "240" (Cleo feat. Alina Devecerski) |

### Musikvideor
| År   | Titel           | Regissör     |
| ---- | --------------- | ------------ |
| 2012 | "Flytta på dej" | Lucas Peña   |
| 2012 | "Jag svär"      | Marcus Storm |
| 2014 | "Armé"          | Paul Jerndal |